# Финбош

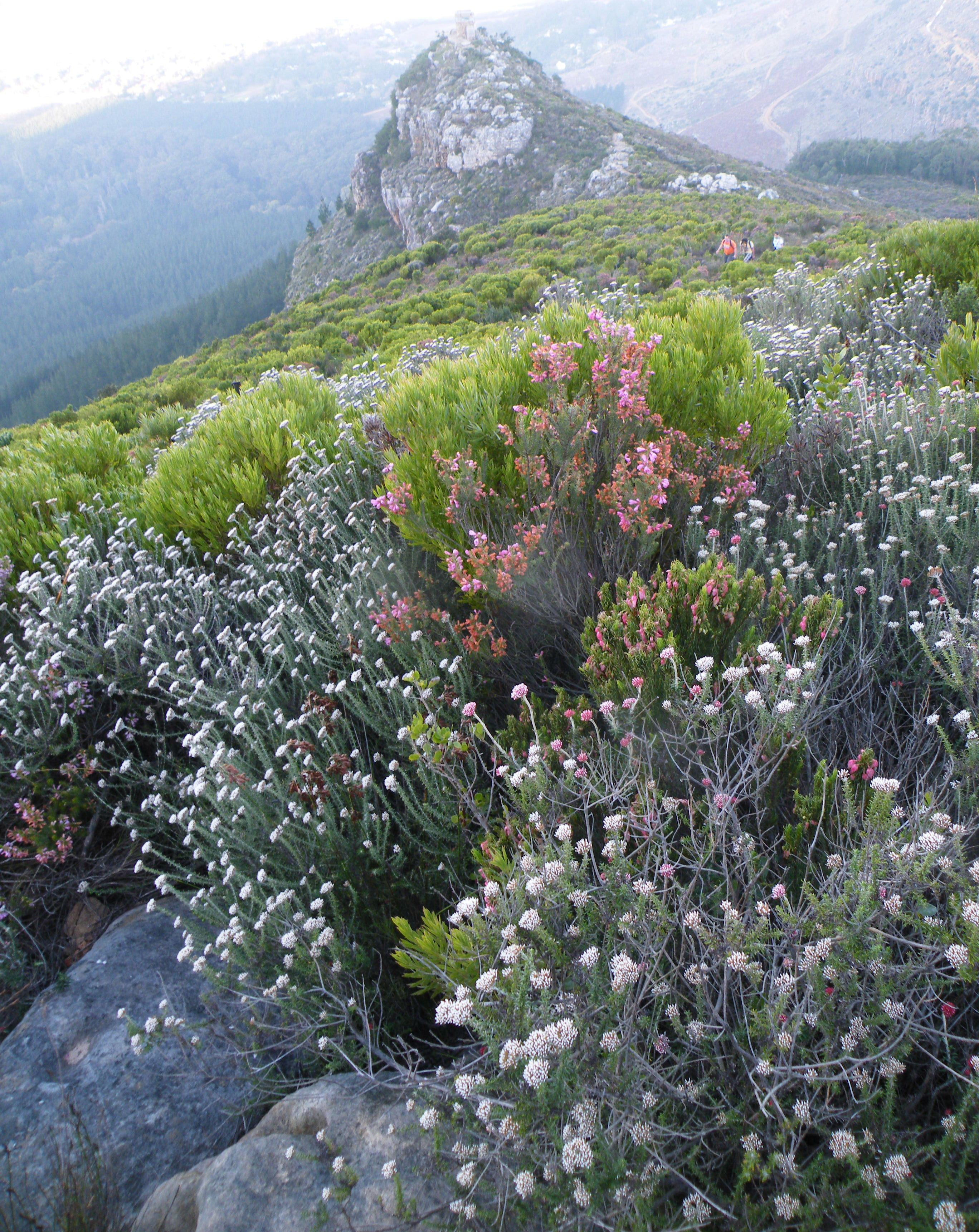
Финбос

Финбош, Финбос (африк. fynbos) — тип кустарниковой растительности, преобладающий на территории Капской области ЮАР, самого богатого видами флористического царства планеты. Занимает площадь 46 000 км². Похожий, но менее разнообразный видами тип растительности встречается в Средиземноморье (где он называется маквис), центральном Чили, юго-востоке и юго-западе Австралии, в американском штате Калифорния, где, как и в местах произрастания финбоса, преобладает средиземноморский климат (субтропики).

## История
Такое название финбосу дали первые голландские переселенцы Капской колонии. Так они назвали необычную для Нидерландов растительность, преобладающую в районе Кейптауна. На языке африкаанс слово «финбос» означает «мелкий кустарник» или «мелколесье».

## География
Как и сама Капская область, финбос, входящий в её состав, тянется в прибрежной полосе шириной 100—200 км вдоль побережья Атлантического и Индийского океанов от Клануильяма на западе до Порт-Элизабет на востоке, занимая 50 % площади Капской области и содержа 80 % видов её растений. Видовое разнообразие снижается по мере движения с запада на восток области. Финбос содержит до 9000 видов растений, 6200 из которых — эндемики, и является самым разнообразным биомом мира. К примеру, только в районе Кейптауна и Столовой горы встречается 2200 видов растений, то есть больше, чем во всей Великобритании или Голландии (1400 видов). Финбос занимает лишь 6 % территории ЮАР и 0,5 % территории Африки, но в нём растёт около 20 % африканских видов растений.

## Ботаника
Как и маквис, финбос состоит преимущественно из вечнозелёных жестколистных растений, которые холодостойки зимой и жаростойки летом. Доминируют виды из семейств протейные, вересковые, рестиевые. Распространены гладиолусы, лилейные (в том числе лахеналия). Имеется более 1400 видов луковичных растений.

## Биообновление
С точки зрения человека кустарники финбоса чрезвычайно пожароопасны, однако огонь для финбоса — естественный источник обновления растительности и обогащения почвы минералами, необходимыми для прорастания новых семян. В последнее время финбос сильно страдает от воздействия человека, в том числе от акклиматизированных видов типа сосны и акации. Для защиты финбоса во многих местах созданы заповедники.